# Distrikt San Miguel de Cauri
Der Distrikt San Miguel de Cauri liegt in der Provinz Lauricocha in der Region Huánuco in Westzentral-Peru. Der Distrikt wurde am 26. Dezember 1940 gegründet. Er besitzt eine Fläche von 821 km². Beim Zensus 2017 wurden 6237 Einwohner gezählt. Im Jahr 1993 lag die Einwohnerzahl bei 8551, im Jahr 2007 bei 9699. Sitz der Distriktverwaltung ist die 3588 m hoch gelegene Ortschaft Cauri mit 1813 Einwohnern (Stand 2017). Cauri befindet sich 7 km südlich der Provinzhauptstadt Jesús.

## Geographische Lage
Der Distrikt San Miguel de Cauri befindet sich in der peruanischen Westkordillere im Südosten und im Süden der Provinz Lauricocha. Der Distrikt umfasst das obere Einzugsgebiet des Río Lauricocha. Im Süden befindet sich die Bergseen Laguna Patarcocha und Laguna Lauricocha. Im Südwesten erhebt sich das vergletscherte Gebirgsmassiv Cordillera Huayhuash mit dem 5706 m hohen Nevado Santa Rosa.
Der Distrikt San Miguel de Cauri grenzt im Westen und im Nordwesten an die Distrikte Pacllón, Huasta und Huallanca (alle drei in der Provinz Bolognesi), im Norden an den Distrikt Baños sowie im Osten und Südosten an den Distrikt Jesús.

## Ortschaften
Im Distrikt gibt es neben dem Hauptort folgende größere Ortschaften:
- 8 de Diciembre
- Antacallanca
- Antacolpa (204 Einwohner)
- Estrella Pampa
- Gashampampa
- Independencia
- Lauricocha
- Oropuquio
- Puquioc
- Quinuash
- Shapray
- Yachasmarca